# Shanghai Masters 2014
Lo Shanghai Masters 2014 è stato un torneo di tennis giocato sul cemento. È stata la 6ª edizione dello Shanghai Masters, che fa parte della categoria ATP World Tour Masters 1000 nell'ambito dell'ATP World Tour 2014. Il torneo si è giocato al Qizhong Forest Sports City Arena di Shanghai, in Cina, dal 5 al 12 ottobre 2014.

## Partecipanti

### Teste di serie
| Nazionalità | Giocatore             | Ranking | Testa di serie* |
| ----------- | --------------------- | ------- | --------------- |
| Serbia      | Novak Đoković         | 1       | 1               |
| Spagna      | Rafael Nadal          | 2       | 2               |
| Svizzera    | Roger Federer         | 3       | 3               |
| Svizzera    | Stan Wawrinka         | 4       | 4               |
| Spagna      | David Ferrer          | 5       | 5               |
| Rep. Ceca   | Tomáš Berdych         | 6       | 6               |
| Giappone    | Kei Nishikori         | 7       | 7               |
| Canada      | Milos Raonic          | 8       | 8               |
| Croazia     | Marin Čilić           | 9       | 9               |
| Bulgaria    | Grigor Dimitrov       | 10      | 10              |
| Regno Unito | Andy Murray           | 11      | 11              |
| Lettonia    | Ernests Gulbis        | 13      | 12              |
| Stati Uniti | John Isner            | 15      | 13              |
| Spagna      | Roberto Bautista Agut | 17      | 14              |
| Italia      | Fabio Fognini         | 18      | 15              |
| Sudafrica   | Kevin Anderson        | 19      | 16              |

* Le teste di serie sono basate sul ranking al 29 settembre 2014.

### Altri partecipanti
I seguenti giocatori hanno ricevuto una wildcard per il tabellone principale:
- Juan Mónaco
- Wang Chuhan
- Wu Di
- Zhang Ze

I seguenti giocatori sono passati dalle qualificazioni:

- Tejmuraz Gabašvili
- Andrej Golubev
- Samuel Groth
- Malek Jaziri
- Thanasi Kokkinakis
- Bernard Tomić
- James Ward

## Campioni

### Singolare
Roger Federer ha sconfitto in finale  Gilles Simon per 7–6(6), 7–6(2).
- È l'ottantunesimo titolo in carriera per Federer, il quarto del 2014.

### Doppio
Bob Bryan /  Mike Bryan hanno sconfitto in finale  Julien Benneteau /  Édouard Roger-Vasselin per 6-3, 7–6(3).
- È il centounesimo titolo in carriera per i Bryan.